# Roman Kilchsperger
Roman Kilchsperger (* 21. März 1970 in Zürich) ist ein Schweizer Radio- und Fernsehmoderator.

## Karriere
Roman Kilchsperger schloss 1990 die Handelsschule an der Kantonsschule Enge in Zürich ab. Seit seinem zwanzigsten Lebensjahr arbeitet er, und zwar zuerst als Radiomoderator bei Radio Zürisee und anschliessend bei Roger Schawinskis Radio 24, wo er durch seine Morgenshow Ufsteller bekannt wurde. Beim Blick schrieb er Kolumnen. Später moderierte er in live ran im Schweizer Fenster von Sat.1 die Schweizer Fussballspiele. 2003 wechselte er zum Radiosender Energy Zürich, wo er heute noch sporadisch Mein Morgen moderiert.
Beim Schweizer Fernsehen SF moderierte er hinter der Kamera den Eurovision Song Contest 2003, die Street Parade 2004 sowie vor der Kamera die Miss-Schweiz-Wahl 2004. Seinen Durchbruch beim Fernsehen erlebte er durch die Moderation der ersten Staffel von MusicStar. Anschliessend bekam er einen Vertrag, bei SF Deal or No Deal und die zweite Staffel von MusicStar zu moderieren. Vom 17. Oktober 2005 bis am 28. August 2006 moderierte Roman Kilchsperger zusammen mit Chris von Rohr auf SF zwei die Late Night Show Black ’n’ Blond.
Während der Fussballweltmeisterschaft 2006 moderierte er für den deutschen Privatsender Premiere.
In der 3. und der 4. Staffel (1. Februar bis am 29. März 2009 auf SF 1) der Castingshow MusicStar sass er als Juror.
2010 moderierte er auf SF 1 (seit 2012 SRF 1) die Quizshow Traders, von 2012 bis 2018 die Nachfolgesendung Top Secret, dazu kam 2011 die Sendung Donnschtig-Jass.
In den ersten beiden Staffeln (2011–2012) von Die grössten Schweizer Talente sass er in der Jury.
2018 verliess Roman Kilchsperger das Schweizer Fernsehen und ging zu Teleclub. Dort moderierte er 2018 die Live-Sendungen zur UEFA Champions League. Die von ihm moderierte Quizsendung Top Secret wurde im Sommer 2018 abgesetzt. Die Sendung Donnschtig-Jass moderieren seither Rainer Maria Salzgeber und Stefan Büsser als Co-Moderator.
Kilchsperger ist seit 2012 mit Viola Tami verheiratet, mit ihr hat er zwei Söhne. Sie wohnen in Zürich.

## Auszeichnungen
- 2004 Fernsehpreis «TV Star» der gleichnamigen Programmzeitschrift in der Kategorie «National»
- 2005 Publikumspreis des Prix Walo